# 7e cérémonie des Africa Movie Academy Awards
La 7e cérémonie des Africa Movie Academy Awards a lieu le 27 mars 2011 au Centre culturel Gloryland à Yenagoa, dans l'État de Bayelsa (Nigeria), pour honorer les meilleurs films africains de 2010. La cérémonie de nomination s'est tenue un mois plus tôt, le 25 février 2011, à l'hôtel Ole Sereni de Nairobi, au Kenya,,.
La cérémonie récompense des films sortis en 2010, qui sont présentés dans 26 catégories.

## Gagnants
Les lauréats des 26 catégories de prix sont répertoriés en premier et mis en évidence en caractères gras.
| Best Picture | Best Director |
| --- | --- |
| - Viva Riva ! - Djo Tunda wa Munga (Congo) - Sinking Sands - Leila Djansi (Ghana) - Aramotu - Niji Akanni (Nigeria) - Soul Boy - Hawa Essuman (Kenya) - Hopeville - John Trengove (South Africa) - A Small Town Called Descent - Jahmil X.T. Qubeka (South Africa)                                                                               | - Djo Tunda wa Munga - Viva Riva ! - Hawa Essuman - Soul Boy - Oliver Hermanus - Shirley Adams - Niji Akanni - Aramotu - Jahmil X.T. Qubeka - A Small Town Called Descent - Leila Djansi - Sinking Sands |
| Best Actress in a Leading Role | Best Actor in a Leading Role |
| - Ama K. Abebrese - Sinking Sands - Genevieve Nnaji - Tango With Me - Idiat Shobande - Aramotu - Omoni Oboli - Anchor Baby - Manie Malone - Viva Riva ! - Denise Newman - Shirley Adams | - Themba Ndaba - Hopeville - Patsha Bay - Viva Riva ! - Jimmy Jean-Louis - Sinking Sands - Ekon Blankson - Checkmate - Antar Laniyan - Yemoja - Majid Michel - Pool Party |
| Best Actress in Supporting Role | Best Actor in Supporting Role |
| - Marlene Longage - Viva Riva ! - Mary Twala - Hopeville - Joyce Ntalabe - The Rivaling Shadow - Tina Mba - Tango With Me - Yvonne Okoro - Pool Party | - Hoji Fortuna - Viva Riva ! - Osita Iheme - Mirror Boy - Mpilo Vusi Kunene - A Small Town Called Descent - John Dumelo - A Private Storm - Desmond Dube - Hopeville |
| Best Young Actor | Best Child Actor |
| - Edward Kagutuzi - Mirror Boy - Yves Dusenge & Roger Nsengiyumua - Africa United - Samson Odhiambo & Leila Dayan Opou - Soul Boy - Donovan Adams - Shirley Adams - Junior Singo - Hopeville | - Sobahle Mkhabase, Tschepang Mohlomi & Sibonelo Malinga - Izulu Lami - Eriya Ndayambaje - Africa United - Jordan Ntunga - Viva Riva ! - Ayomide Abatti - Maami - Benjamin Abemigisha - Zebu And The Photofish - Shantel Mwabi - Suwi |
| Best Film in African Language | Best Nigerian Film |
| - Izulu Lami - Madoda Ncayiyana (Afrique du Sud) - Aramotu - Niji Akanni (Nigeria) - Soul Boy - Hawa Essuman (Kenya) - Suwi - Musola Catherine Kaseketi (Zambia) - Fishing The Little Stone - Kaz Kasozi (Ouganda) | - Aramotu - Niji Akanni - Maami - Tunde Kelani - Tango With Me' - Mahmood Ali- Balogun - Inale - Jeta Amata - A Private Storm - Lancelot Oduwa Imaseun & Ikechukwu Onyeka |
| Best Screenplay | Best Cinematography |
| - Sinking Sands - Soul Boy - Hopeville - Shirley Adams - Izulu Lami | - Viva Riva ! - Sinking Sands - Maami - Izulu Lami - Hopeville |
| Best Achievement in Sound | Best Soundtrack |
| - Shirley Adams - Sinking Sands - Izulu Lami - Viva Riva ! - Tango With Me | - Inale - Viva Riva ! - Africa United - Izulu Lami - A Small Town Called Descent |
| Best Visual Effects | Best Make Up |
| - A Small Town Called Descent - Aramotu - Nani - Who owns da city - Inale | - Sinking Sands - Inale - A Private Storm - Viva Riva ! - A Small Town Called Descent |
| Best Costume Design | Best Production Design |
| - Aramotu - Inale - Yemoja - Sinking Sands - Elmina | - Viva Riva ! - Tango With Me - Hopeville - 6 Hours To Christmas - Maami |
| Best Documentary | Best Short Documentary |
| - Koundi et le jeudi national - Ariana Astrid Atodji (Cameroun) - Headlines In History - Zobby Bresson (Kenya) - Co-Exist - Adam Mazo (Rwanda) - State Of Mind - Djo Tunda wa Munga (Congo) - Naija Diamonds - Nfrom Leonard (Nigeria) | - After The Mine - Diendo Hamadi & Dinta Wa Lusula (Democratic Republic of the Congo) - Symphony Kinsasha - Diendo Hamadi & Dinta Wa Lusula (Congo) - Naija Diamond (Feature On Dr. Rahmat Mohammed) - Nform Leonard (Nigeria) - Stepping Into The Unknown - Rowena Aldous & Jill Hanas-Hancock (Afrique du Sud) - Yeabu’s Homecoming - Jenny Chu (Sierra Leone) |
| Best Short Film | Best Diaspora Short Film |
| - Dina - Mickey Fonseca (Mozambique) - Bougfen - Petra Baninla Sunjo (Cameroun) - Weakness - Wanjiru Kairu (Kenya) - No Jersey No Match - Daniel Ademinokan (Nigeria) - Duty - Mak Kusare (Nigeria) - Bonlambo - Zwe Lesizwe Ntuli (Afrique du Sud) - Zebu And The Photofish - Zipporah Nyarori (Kenya) - Allahkabo - Bouna Cherif Fofana (Togo) | - Precipice - Julius Amedume (Royaume-Uni) - Cycle - Roy Clovis (États-Unis) - Under Tow - Miles Orion Feld (États-Unis) - Habitual Aggression - Temi Ojo (États-Unis) - Little Soldier - Dallas King (États-Unis) - The New N Word - Sowande Tichawonna (États-Unis)                                                                                            |
| Best Film for African Abroad | Best Diaspora Feature |
| - In America: The Story of the Soul Sisters - Rahman Oladigbolu (Nigeria/États-Unis) - Anchor Baby - Lonzo Nzekwe (Nigeria/Canada) - Mirror Boy - Obi Emelonye (Nigeria/Royaume-Uni) - Africa United - Debs Gardner-Brook (Rwanda/Royaume-Uni)                                                                                                   | - Suicide Dolls - Keith Shaw (États-Unis) - Tested - Russell Costanzo (États-Unis) - Nothing Less - Wayne Saunders (Royaume-Uni) - The Village - Wayne Saunders (Royaume-Uni) |
| Best Diaspora Documentary | Best Editing |
| - Stubborn As A Mule - Miller Bargeron Jr & Arcelous Deiels (États-Unis) - Momentum - Zeinabu Irene Davis (États-Unis) - If Not Now - Louis Haggart (États-Unis) - Motherland - Owen Alik Shahadah (États-Unis) - Changement - Chiara Cavallazi (Italie)                                                                                         | - Soul Boy - Sinking Sands - Hopeville - Tango with me - Viva Riva ! |

## Films avec plusieurs nominations
Les films suivants reçoivent plusieurs nominations :  
| - 12 nominations - Viva Riva! 9 nominations - Sinking Sands 8 nominations - Hopeville 6 nominations - A Small Town Called Descent - Izulu Lami 5 nominations - Inale - Soul Boy - Shirley Adams - Tango With Me | - 4 nominations - Africa United - Maami 3 nominations - Aramotu - Mirror Boy 2 nominations - Anchor Baby - Pool Party - Yemoja - Zebu And The Photofish |